# 夷酋列像
《夷酋列像》是江户时代后期松前藩的家老、画家蠣崎波響的一组肖像画，绘制了当时阿伊努人的十二名首领。

## 起源
宽政元年（1789年），国后岛和目梨因不满大和人商人的残酷而起兵，杀死了70个大和人，是为国後目梨之戰。松前藩派遣260人的军队迎战，蠣崎波響为指挥官之一。平定后，43个阿伊努人因帮助松前藩镇压起义而受邀前往松前城谒见。次年，阿伊努人再次谒见时，受藩主松前道广的命令，蠣崎波響绘制了其中12个协助镇压有功的阿伊努首领，是为夷酋列像。画作于本年11月完成，作为国後目梨之戰战胜的纪念作品而进献给光格天皇。

## 描绘人物
| 人名           | 罗马字         | 身份                                 | 画作   |
| -------------- | -------------- | ------------------------------------ | ------ |
| 麻烏太蠟潔     | Mautarake      | 乌蜡亚斯蹩子总部酋长                 |        |
| 超殺麻         | Chousama       | 乌蜡亚斯蹩子酋长                     |        |
| 貲吉諾謁       | Tsukinoe       | 屈捺失律（国后）总部酋长             |        |
| 贖穀           | Shonko         | 讷子葛末肤总部酋长                   |        |
| 乙箇吐壹       | Ikotoi         | 谒决失（厚岸）总部酋长               |        |
| 失莫窒         | Shimochi       | 谒决失酋长                           |        |
| 乙唫葛律       | Ininkari       | 谒决失部下、髮蜡撒摸酋长             |        |
| 訥窒狐殺       | Nochikusa      | 讷子葛末肤部下、西亚没箇郸酋长       |        |
| 卜羅鵶         | Poroya         | 讷子葛末肤部下、蹩子葛乙（別海）酋长 |        |
| 乙箇律葛亞泥   | Ikorikayani    | 屈捺失律酋长                         | (见下) |
| 泥湿穀末決     | Nishikomake    | 谒决失酋长                           |        |
| 窒吉律亞湿葛乙 | Chikiriashikai | 乙箇吐壹之母                         |        |

## 收藏场所
《夷酋列像》有六个传世版本。
1. 贝桑松美术馆（英语：Musée des Beaux-Arts et d'Archéologie de Besançon）所藏版本，有除乙箇律葛亞泥之外的11人的画像和两篇序文。来历不明。（上文表格所用的版本）
2. 函馆市中央图书馆（日语：函館市中央図書館）所藏版本[2]，只有贖穀和乙箇吐壹的肖像，名为《御味方蝦夷之圖》。
3. 松浦史料博物館（日语：松浦史料博物館）所藏版本，有全部12人的肖像，是平户藩藩主松浦静山命画工摹写的版本。
4. 滨松市常乐寺所藏版本，有乙唫葛律、訥窒狐殺、卜羅鵶、乙箇律葛亞泥、泥湿穀末決、窒吉律亞湿葛乙六人的肖像，是画家渡邊廣輝于文化元年（1804年）摹写的版本。
5. 北尾家所藏版本，有全部12人的肖像，是天保14年（1843年）小島貞喜摹写的版本。
6. 函馆市中央图书馆所藏的粉本[3]，由蠣崎波響之子蠣崎波鶩流传的版本，少了失莫窒的肖像，但多了3个人名未知者的肖像。被列为北海道指定有形文化财产。[4]

## 评价和影响
北方史研究家谷澤尚一认为，本作不是现实性的绘画，有很多创作性的成分；和芹泽銈介美术工艺館所蔵的《阿伊努人物屏風》有6点构图、人物姿势相似之处。
北海道新干线新函館北斗車站站内，有当地扶輪社制作的《夷酋列像》的大型展示陶板壁画。